# Litenčice (zámek)
Zámek Litenčice se nachází v okrese Kroměříž v jihozápadní části městysu Litenčice (asi 17 km jihozápadně od Kroměříže a 17 km jihovýchodně od Vyškova). Areál čtyřkřídlého dvoupatrového zámku, který vznikl z původní gotické tvrze renesančními, barokními a klasicistními přestavbami, je od roku 1973 kulturní památkou.

## Historie
První písemná zmínka o vsi Litenčice je z roku 1141. Na místě zámku pravděpodobně stávala tvrz již ve druhé polovině 14. století, ačkoli poprvé je uváděna až v roce 1437, kdy ji společně s částí vsi, dvorem a dalším majetkem postoupil Pavlík z Pržného Arklebu z Kunkovic a Zástřizl. Poté ji v letech 1509–1554 ji drželi Kropáčové z Nevědomí. V roce 1618 Litenčice koupila Ludmila, rozená z Roupova, vdova po Oldřichu z Kounic (1569–1617). V 17. století se tu pak vystřídali další držitelé, mezi nimi i ostřihomský arcibiskup a kardinál Péter Pázmány (1570–1637), jehož synovec a dědic Mikuláš Pázmány (1623–1667) po třicetileté válce provedl barokní přestavbu tvrze na čtyřkřídlý zámek. V té době byl také založen zámecký park. 
V 18. století získali Litenčice Thonsernové a v letech 1712–1718  nechali provést další barokní úpravy. Poslední potomek tohoto rodu, František Josef z Thonsernu (1698–1778), odkázal panství svému synovci Františku Maxmiliánu Podstatskému z Prusinovic (1732–1787) s podmínkou, že dědic přijme přídomek „z Thonsernu“. Podstatští-Thonsernové drželi pak Litenčice od roku 1779 až do roku 1948 a v průběhu této doby provedli na zámku řadu změn. Např. ještě v poslední třetině 18. století nechali upravit zámecký interiér a vybudovat nové hlavní průčelí se schodištěm. Konečnou podobu dostal zámek v letech 1808–1817, kdy byly vestavěny okružní chodby. V 19. století byly také nově provedeny fasády, u hlavního vchodu vznikl balkónový podjezd a byly upraveny hospodářské budovy v předzámčí. 
Po roce 1948 byl majetek Podstatských znárodněn. V zámku bylo umístěno odborné zemědělské učiliště a v 60. letech 20. století depozitář Technického muzea v Brně; během čtyřiceti let byl objekt značně zdevastován. Po roce 1989 byl majetek restituoval rod Podstatských a areál zámku postupně prochází rekonstrukcí. V letech 2020–2021 byla opravena fasáda zámku.

## Popis
Hlavní budova (tzv. Velký Zámek) je čtyřkřídlá, má přibližně čtvercový půdorys a v jejím středu je malé nádvoří. Křídla jsou dvoupatrová, se sedlovými střechami, nároží na severní straně mají podobu nakoso postavených věžiček. Hlavní průčelí obrácené na východ je sedmiosé, středový rizalit má nad vchodem balkónový podjezd a je zakončen polokruhovým tympanonem. Rizalit je i ve středu bočního severního průčelí.
Na východní straně tvoří budovy předzámčí rozsáhlé vstupní nádvoří s kašnou. Severní křídlo (Malý Zámek) je patrová budova, bývala v ní konírna a byty pro úředníky. Jižní křídlo předzámčí navazuje na hlavní budovu zámku, bývala v něm zámecká knihovna a věž se zámeckou kaplí. Na východě je vstupní nádvoří uzavřeno mřížovým oplocením s branou. 
Na jihozápad od hlavní budovy je ve svažitém terénu přírodně krajinářský park.

## Zajímavosti

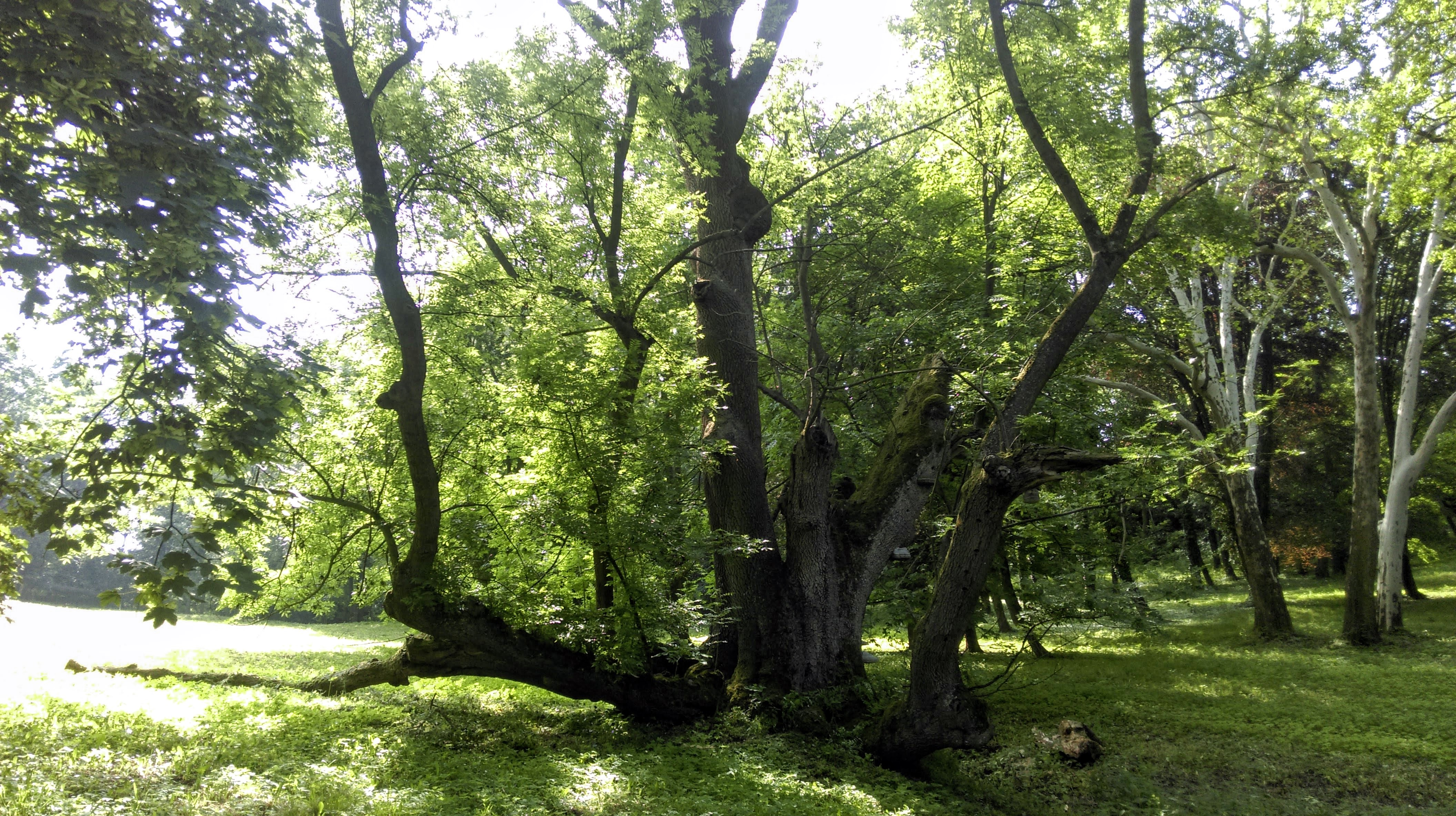
Jasan úzkolistý v zámeckém parku

- V zámeckém parku je památný Litenčický jasan (Fraxinus angustifolia), pozoruhodný svým neobvyklým růstem.
- Litenčický kostel sv. Petra a Pavla, asi 250 m severně od zámku, je z doby po roce 1700 a od roku 1973 je kulturní památkou.[6]